# Gnephosis tridens
Gnephosis tridens là một loài thực vật có hoa trong họ Cúc. Loài này được (P.S.Short) P.S.Short mô tả khoa học đầu tiên năm 1987.